# Jacob Gelt Dekker
Jacob Gelt Dekker (* 22. April 1948 in Oterleek; † 1. September 2019 in Key West, Florida) war ein niederländischer Unternehmer, Philanthrop und Autor.

## Leben
Jacob Gelt Dekker wurde als Sohn eines Amsterdamers geboren, der die Tochter eines Bauern geheiratet hatte, bei dem er während des Zweiten Weltkrieges untergetaucht war. Dekker ging von 1961 bis 1967 in Alkmaar zur Schule, bevor er in Amsterdam Zahnmedizin studierte. Dabei freundete sich mit Gerard Spong an. Nach seinem Abschluss 1973 machte er sich als Zahnarzt selbstständig. Nachdem bei ihm 1978 Schilddrüsenkrebs festgestellt wurde, hörte er 1981 auf, als Zahnarzt zu praktizieren, und machte seinen MBA an der Erasmus Universiteit Rotterdam und der University of Rochester.
1980 gründete er die niederländischen Fitnesscentren Splash und Fotoserviceketten wie KwikFit und One Hour Super Photo, die er später an Kodak verkaufte. 1981 übernahm er die Holland Car Leasing / franchise Budget Rent a Car und erweiterte diese mit seinem Geschäftspartner John Padget zu einer Kette von Autovermietungen in Belgien, den Niederlanden, Luxemburg und Finnland, bevor er diese 1995 an die UBS verkaufte.
Ab 2000 kaufte und mietete Dekker in Willemstad, der Hauptstadt der Karibikinsel Curaçao, Teile des historischen Viertels Otrabanda. Er schuf hier das Kura Hulanda Museum mit einer umfangreichen Sammlung betreffend den transatlantischen Sklavenhandel. 2001 übernahm er das Hotel Porto Paseo und baute es in das Fünfsternehotel Kura Hulanda um. Dekker übernahm auch das Kadushi Cliff Resort auf den Niederländischen Antillen und benannte es in Kura Holanda Lodge um. Nach Auseinandersetzungen mit der Lokalpolitik, denen er „Korruption, Kriminalität und Dummheit“ vorwarf, wurde er zur „Persona non grata“ erklärt, letztlich aber vergebens.
Dekker schrieb Kolumnen, Romane und Reisebücher wie auch ein Kinderbuch, hauptsächlich für den Verlag Amsterdam Publishers. Der Verlag beschreibt Dekker in einem Nachruf auf ihrer Webseite:

„Dutch author, dentist by trade, businessman, multi-millionaire, serial entrepreneur, world traveler, philanthropist, visionary, independent mind, gifted narrator, source of inspiration, uomo universale, cancer fighter, ecologist, optimist, charismatic, eternal student, disciplined, fearless, a man with a mission.  A most remarkable man who gave colour to life. Jacob will be sadly missed.“

Er unterstützte die Stiftung ChildRight, die 1993 vom Verlag Theo Knippenberg und von Nobelpreisträger Nikolaas Tinbergen für die Rechte des Kindes begründet wurde. 1995 unterzeichneten Hunderte von Nobelpreisträgern und Politiker einen Aufruf die Ausbeutung von Kindern einzustellen. Dekker war bis 2007 Mitglied des Aufsichtsrates der Stiftung.
Sein Vermögen wurde von Quote-500 auf 200 Millionen Euro geschätzt. Dekker lebte während seines Lebens in Amsterdam, New York und Curaçao (Westpunt) und starb in seinem Haus in Key West, Florida. Er war unverheiratet und starb an Lymphknotenkrebs.

## Ehrungen
- Offizierskreuz des Ordens von Oranien-Nassau, dem niederländischen Verdienstorden  (2006)

## Schriften
- Bajanala, a stranger in Africa, Engels Papiaments 1998, ISBN 978-99904-0-331-2
- Het Doel Heiligt de Middelen, 2007, ISBN 978-90-5429-246-3
- Persona non Grata, 2007, ISBN 978-90-5429-251-7
- Oorlogskinderen, 2008, ISBN 978-90-5429-267-8
- zusammen mit Jacob Gelt Dekker: Pot met Goud: filosofische roman, Uitgeverij Conserve 2009, ISBN 978-90-5429-287-6
- zusammen mit Bob Pinedo: Borstkanker - een persoonlijk verhaal / druk 1: heldensagen van patienten, Conserve, Uitgeverij 2010, ISBN 978-90-5429-290-6
- The Caribbean – A travelogue , Amsterdam Publishers 2018, ISBN 978-94-92371-74-4

 Kindle-Ausgaben
- zusammen mit  Louise van der Steen (Herausgeber): Oorlogskinderen, de Rode Kamer 2015 (Kindle)
- The Caribbean, Amsterdam Publishers 2018 (Kindle)